# Caponata

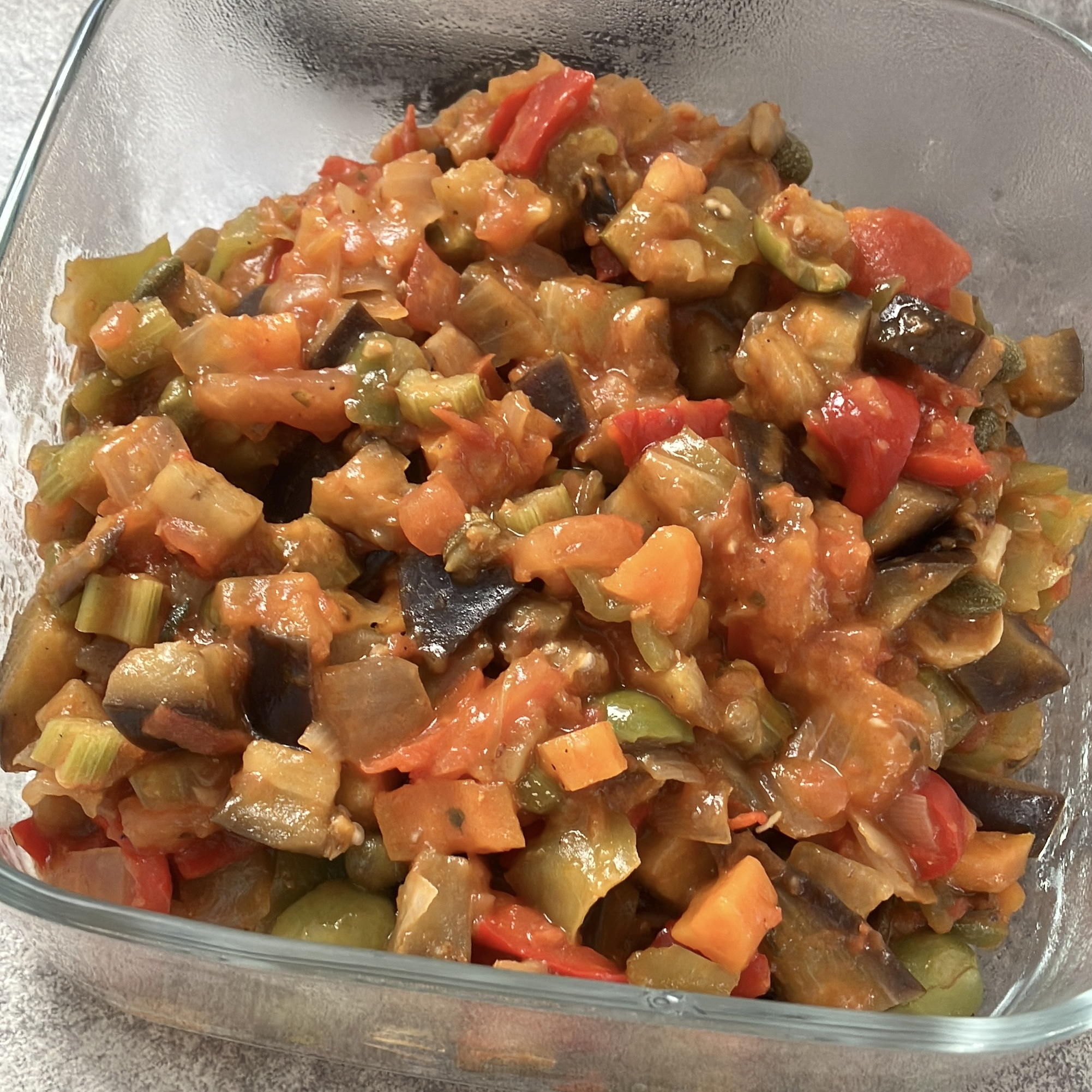
Caponata elaborada con berenjena, orégano seco, ajo, cebolla, aceitunas, aceite de oliva y vinagre

La caponata (en siciliano: capunata)  es un guiso clásico de la cocina siciliana que se elabora principalmente con berenjenas, apio, tomates, olivas, etc., finamente cortados, cocinados en aceite de oliva y acompañado de alcaparras. Existen numerosas variantes de este plato a lo largo de Sicilia e Italia, en la mayoría de los casos se establece un equilibrio entre la berenjena, el tomate y el vinagre. Este guiso se sirve en la actualidad como una guarnición.

## Características

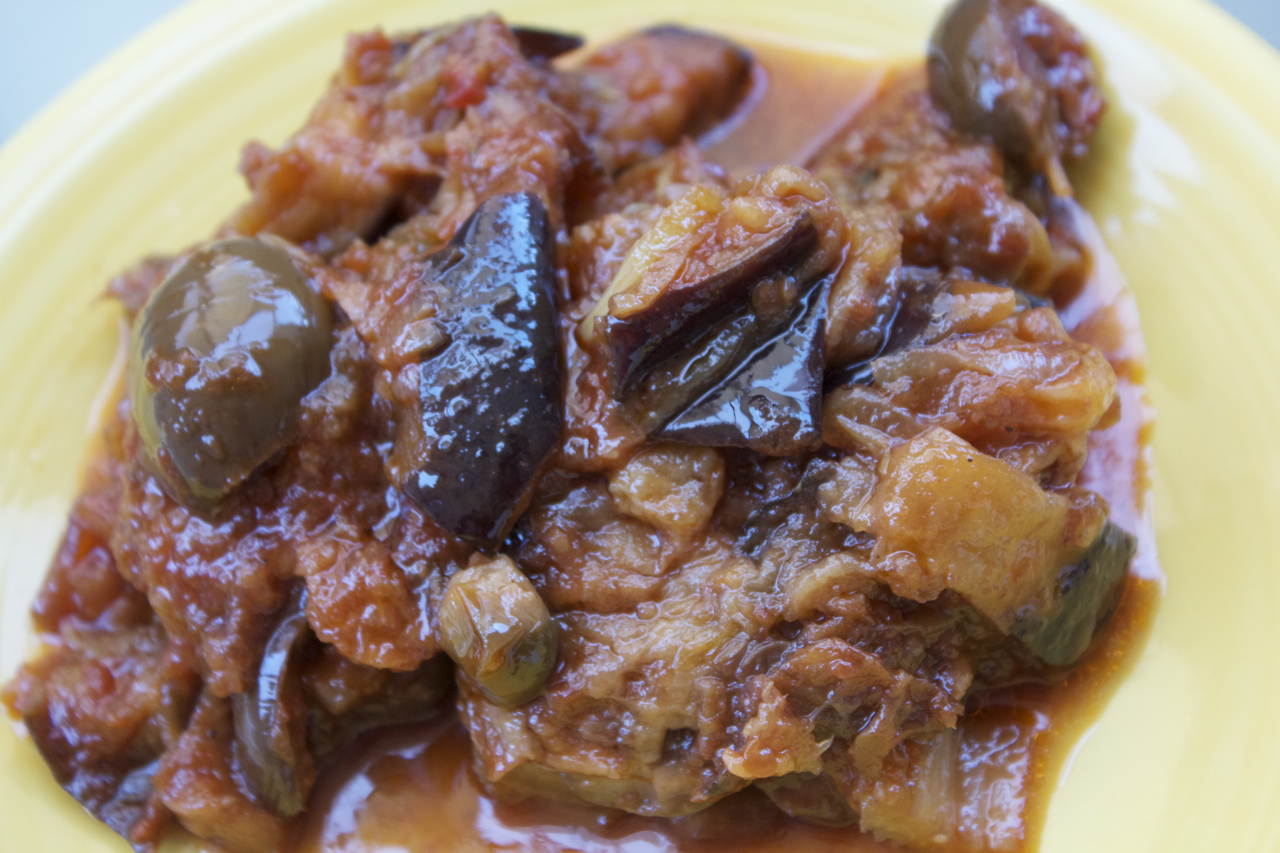
La caponata(de italia) de berenjenas y tomate.

La caponata es una combinación de berenjenas y tomate que se encuentra en otras cocinas mediterráneas como puede ser la ratatouia provenzal, el pisto manchego, la kapunata de Malta, el tumbet mallorquín y las diferentes variantes de moussakas encontradas en el mediterráneo oriental. En la actualidad puede encontrarse este condimento en diversas recetas de pasta italiana.
En los países de Europa central (República de Eslovaquia, Hungría y Austria) es conocido como lečo, lecsó o Letscho.